# إليزابيث رايت
إليزابيث رايت (بالإنجليزية: Elizabeth Wright)‏ هي مربية أمريكية، ولدت في 14 نوفمبر 1874، وتوفيت في 23 فبراير 1963.